# 巴彦乌兰苏木
巴彦乌兰苏木，是中华人民共和国内蒙古自治区兴安盟扎赉特旗下辖的一个乡镇级行政单位。

## 行政区划
巴彦乌兰苏木下辖以下地区：
巴彦哈达嘎查委会、温都根嘎查委会、哈拉改图嘎查委会、达拉图嘎查委会、敖宝图嘎查委会、巴音敖宝嘎查委会、玛拉图嘎查委会、额尔图嘎查委会、巴彦乌兰嘎查委会、巴彦塔拉嘎查委会、吉日嘎代嘎查委会、杨树沟林场和额尔吐林场。